# Carlos Donazar Calvete
Carlos Donazar Calvet (Bagé, 26 de julho de 1926 — Porto Alegre, 31 de dezembro de 2011) foi um futebolista brasileiro. Era irmão do também futebolista Raul Calvet.
Calvet começou sua carreira no Pelotas em 1944; jogou em 1946 pelo Guarany; Botafogo-RJ, no final de 1946 até 1947; Internacional, em 1948; Guarany, 1949; Bagé, 1950 e 1951; Guarany, de 1952 a 1961. Foi treinador do Guarany. Calvete marcou 25 gols pelo Bagé e 84 gols pelo Guarany.
Em 12 de agosto de 1951, Calvet marcou um gol histórico do Bagé: o gol de número 1000 da história do clube, num amistoso contra o Brasil de Pelotas.
Calvet teve sua morte confirmada às 23h45 da noite do dia 31 de dezembro de 2011, por problemas respiratórios. Ele tinha 85 anos e foi sepultado na tarde do dia 1 de janeiro de 2012.